# Juan de los muertos
Pour plus de détails, voir Fiche technique et Distribution.
Juan de los Muertos est une comédie d'horreur hispano-cubaine écrite et réalisée par Alejandro Brugués et sortie en 2012.

## Synopsis
À la suite de l'invasion de Cuba par des zombies, un groupe de cinq personnes offre ses services d'exterminateurs dans une Havane abandonnée des autorités...  

## Fiche technique
- Titre original : Juan de los Muertos
- Réalisation : Alejandro Brugués
- Scénario : Alejandro Brugués
- Direction artistique : Derubín Jácome
- Décors :
- Costumes : Esther Vaquero
- Photographie : Carles Gusi
- Son : Jose A. Manovel
- Montage : Mercedes Cantero
- Musique : Sergio Valdés
- Production :
- Société(s) de production : La Zanfoña Producciones et Producciones de la 5ta Avenida
- Société(s) de distribution :
- Budget :
- Pays d’origine :  Espagne/ Cuba
- Langue : Espagnol
- Format : Couleurs - 35mm -  Son Dolby numérique
- Genre cinématographique : Comédie horrifique
- Durée :  92 minutes
- Date de sortie : 
  - Canada : 10 septembre 2011 (festival international du film de Toronto)
  - Espagne : 13 janvier 2012

## Distribution
- Alexis Díaz de Villegas : Juan
- Jorge Molina : Lázaro
- Andrea Duro : Camila
- Andros Perugorría : « California »
- Jazz Vilá : « La China »
- Eliecer Ramírez

## Récompense
- 2013 : Prix Goya du meilleur film étranger en langue espagnole